# Gömskinn
Gömskinn (Paullicorticium pearsonii) är en svampart som först beskrevs av Hubert Bourdot, och fick sitt nu gällande namn av J. Erikss. 1958. Enligt Catalogue of Life ingår Gömskinn i släktet Paullicorticium,  och familjen Hydnaceae, men enligt Dyntaxa är tillhörigheten istället släktet Paullicorticium,  och klassen Agaricomycetes. Arten är reproducerande i Sverige. Inga underarter finns listade i Catalogue of Life.